# Michael Boder
Michael Boder (* 9. November 1958 in Darmstadt; † 7. April 2024 in Wien) war ein deutscher Konzert- und Operndirigent.

## Leben und Karriere
Boder begann seine Ausbildung als Dirigent an der Hamburger Musikhochschule u. a. bei Christoph von Dohnányi und setzte sein Studium in Florenz fort. Mit 29 Jahren übernahm er an der Oper Basel die musikalische Leitung als Chefdirigent. Bereits während dieser Zeit gastierte er in Hamburg, Köln, München, Berlin sowie an der Covent Garden Opera in London.
1991 dirigierte er die Premiere von Luca Lombardis Faust. Un travestimento in Basel. Danach war Boder regelmäßiger Gast an den Staatsopern in Berlin, Dresden, Hamburg und Wien. Darüber hinaus dirigierte er an der San Francisco Opera, der Bayerischen Staatsoper München, der Deutschen Oper Berlin und der Oper Zürich. Neben seinem besonderen Engagement für zeitgenössische Musik in der Oper war Michael Boder auch ein regelmäßiger Gast auf den internationalen Konzertpodien. Außerdem übernahm er Produktionen in Barcelona, Berlin, Brüssel, Dresden, Frankfurt, Kopenhagen und Wien sowie Konzerte u. a. in Japan, Lissabon, dies mit dem Bundesjugendorchester Deutschland und den Berliner Philharmonikern.
An der Wiener Staatsoper debütierte er am 15. Dezember 1995 mit Alban Bergs Wozzeck. Es schlossen sich zahlreiche Dirigate an, u. a. von Elektra, Die Jakobsleiter, Gianni Schicchi, Die Frau ohne Schatten, Lulu und Die Meistersinger von Nürnberg, weiters die Uraufführungen von Der Riese vom Steinfeld von Friedrich Cerha (2002) und Medea von Aribert Reimann (2010).
Boder war von 2008 bis 2012 Musikdirektor am Gran Teatre del Liceu in Barcelona, von 2012 bis 2016 wirkte er als Chefdirigent des Königlich Dänischen Theaters und der Königlichen Kapelle Kopenhagen.
Im April 2024 starb Boder unerwartet im Alter von 65 Jahren.